# Qinglongopterus guoi
Qinglongopterus guoi — вид птеродактилів родини Rhamphorhynchidae, що існував у пізній юрі (159 млн років тому). Викопні рештки птерозавра виявлені у відкладенняї формації Тяодзішань у повіті Цінлун провінції Хебей на північному сході Китаю. Голотип включає майже повний скелет.

## Опис
Зразок голотипу має великі очні западини та демонструє відносну відсутність зрощення по всьому скелету, що свідчить про те, що ця особина була юнаком на пізній стадії розвитку. Голотип має орієнтовний розмах крил 34,4 сантиметра (13,5 дюйма).